# Haliclona hebes
Haliclona hebes är en svampdjursart som först beskrevs av Schmidt 1870.  Haliclona hebes ingår i släktet Haliclona och familjen Chalinidae.
Artens utbredningsområde är Florida. Inga underarter finns listade i Catalogue of Life.